# Essenvlieskelkje
Het essenvlieskelkje (Hymenoscyphus albidus) is een schimmel behorend tot de familie Helotiaceae. Het is een saprotrofe schimmel die vooral groeit op afgevallen bladeren van loofbomen, vooral zwart geworden bladstelen van Fraxinus-soorten als de es. Het komt veel voor in komt veel voor in vochtige essenbossen.

## Kenmerken

### Uiterlijke kenmerken
De vruchtlichamen (apothecia) hebben een diameter tot ca. 2 mm diam. Ze zijn ondiep bekervormig met een korte steel, de rand iets verhoogd boven het hymeniale oppervlak. De kleur is zuiver tot ivoorwit of licht crème wanneer en drogen later op bleekgeel of bleekgeelbruin. De steel heeft een lengte tot ca. 2 mm lang en is 500 tot 750 µm dik. Het is enigszins vergroot en zwart aan de basis door gedeeltelijke omhulling door het epidermale weefsel van de gastheer.

### Microscopische kenmerken
De achtsporige ascus heeft geen haken, is cilindrisch tot cilindrisch-clavaat, heeft een kleine J+ apicale ring en meet 60-90(-95) × 7,3-9,8 µm.  De ascosporen zijn vrij dunwandig, cilindrisch tot cilindrisch-ellipsoïde, ongesepteerd, soms lichtbruin wordend, zonder gelatineuze omhulling of aanhangsels, glad, in de ascus eenzijdig gerangschikt en meten in diameter (13,1-) 14-17 (-18,5) µm. Parafysen zijn onvertakt, 3-4 µm in de diameter, enigszins vergroot naar de top, meestal 3-septaat en bevatte vacuolare lichamen.

## Verspreiding
Het essenvlieskelkje komt in Nederland algemeen voor. Het staat niet op de rode lijst en is niet bedreigd.

## Vergelijkbare soorten
Het verschilt van, maar lijkt sterk op de pathogene schimmel Hymenoscyphus fraxineus. Hoewel Hymenoscyphus albidus "morfologisch vrijwel identiek" is aan Hymenoscyphus fraxineus, zijn er substantiële genetische verschillen tussen de twee soorten.
Hymenoscyphus albidus is sinds 1851 in Europa bekend en wordt niet als pathogeen beschouwd. De soort werd voor het eerst beschreven in 1851 als Peziza albida.